# Stranded Deep
Stranded Deep este un joc video de supraviețuire și aventură dezvoltat de BEAM Team Games.